# Régis Wargnier
Régis Wargnier (Metz, 18 de abril de 1948) é um cineasta e roteirista francês.
Começou no cinema em 1973 como assistente de diretor no filme La femme en bleu de Michel Deville. Em 1986 dirige seu primeiro filme, La femme de ma vie, com o qual foi premiado com o César de melhor diretor estreante. Em 1992 dirige e participa do roteiro de Indochina, filme que foi premiado com o Oscar de melhor filme estrangeiro e o Golden Globe Awards de 1993.

## Filmografia
- 2007 - Pars vite et reviens tard (roteiro e direção)
- 2005 - Man to Man (roteiro e direção)
- 1999 - Coeurs d'athlètes (co-direção)
- 1999 - Est-Ouest (roteiro e direção)
- 1995 - Lumière et compagnie (direção)
- 1995 - Une femme française (roteiro e direção)
- 1992 - Indochina (roteiro e direção)
- 1989 - Je suis le seigneur du château (direção)
- 1986 - La femme de ma vie (roteiro e direção)